# Los Prados (Albacete)
Los Prados es un barrio situado al suroeste de la ciudad española de Albacete.  Tiene 880 habitantes (2015).

## Geografía
El barrio está situado al suroeste de la ciudad de Albacete, a las afueras de la capital, en la carretera de Santa Ana, y junto a la N-322, en la prolongación de la Carretera de Jaén, a través de la que también se accede al mismo.

## Demografía
El barrio tiene 105 habitantes (2015).

## Características
Los Prados comenzó a crearse en 1969. Cuenta con 193 parcelas (viviendas) en una superficie de 375 000 metros cuadrados. Tras la urbanización completa del barrio finalizada en 2015, se ha convertido en una zona en auge de la capital, la cual destaca por su tranquilidad y sus amplias zonas verdes.